# Durand of the Bad Lands (film 1925)
Durand of the Bad Lands è un film muto del 1925 diretto da Lynn Reynolds. È il remake di Durand of the Bad Lands, prodotto dalla Fox nel 1917 e diretto da Richard Stanton.

## Trama
Dopo aver deciso di andare a vivere in Messico, Dick Durand vende tutto, compreso il suo ranch, allo sceriffo Clem Allison. Uno degli aiutanti dello sceriffo, Pete Garson, usando degli oggetti appartenenti a Durand si fa passare per lui mettendo in atto numerose rapine. Durand, allora, ritorna in paese. L'uomo conosce Molly Gore, una ragazza che vive con il padre invalido, e se ne innamora. Lei, dapprima, lo respinge ma poi si ammorbidisce quando lui salva tre bambini che erano su un carro rapinato dell'oro che trasportava per Boyd, il banchiere locale. Durand riesce a dimostrare la propria innocenza e salva la vita alla figlia di Boyd, tenuta prigioniera nella miniera di Pete, conquistandosi la gratitudine del banchiere e l'amore di Molly.

## Produzione
Il film fu prodotto dalla Fox Film Corporation.

## Distribuzione
Il copyright del film, richiesto dalla Fox Film Corp., fu registrato il 6 settembre 1925 con il numero LP21955.
Distribuito dalla Fox Film Corporation e presentato da William Fox, il film uscì nelle sale cinematografiche USA il 1º novembre 1925 con il titolo originale Durand of the Bad Lands, anche se alcune fonti contemporanee riportano scorrettamente il titolo Durant of the Bad Lands.
In Austria, dove fu distribuito nel 1926, il film fu ribattezzato con il titolo Der Mann aus dem Steckbrief.